# Lebanon (Connecticut)
Lebanon ist eine Town im New London County des US-Bundesstaates Connecticut.

## Geographie

### Geographische Lage
Lebanon liegt im Norden des New London Countys im Osten des Bundesstaats Connecticut.

### Nachbargemeinden
| Columbia (Tolland County) | Windham (Windham County)                    | Windham (Windham County) |
| Hebron (Tolland County)   | Kompassrose, die auf Nachbargemeinden zeigt | Franklin                 |
| Colchester                | Salem                                       | Bozrah                   |

## Einwohnerentwicklung
| Jahr      | 1850 | 1860 | 1870 | 1880 | 1890 | 1900 | 1910 | 1920 | 1930 |
| --------- | ---- | ---- | ---- | ---- | ---- | ---- | ---- | ---- | ---- |
| Einwohner | 1901 | 2174 | 2211 | 1845 | 1670 | 1521 | 1528 | 1343 | 1436 |
|           |      |      |      |      |      |      |      |      |      |
| Jahr      | 1940 | 1950 | 1960 | 1970 | 1980 | 1990 | 2000 | 2010 |      |
| Einwohner | 1467 | 1654 | 2434 | 3804 | 4762 | 6041 | 6907 | 7308 |      |

## Söhne und Töchter der Stadt
- Martha Wadsworth Brewster (1710–1757), Schriftstellerin
- Jonathan Trumbull senior (1710–1785), Politiker
- William Williams (1731–1811), Gründervater der Vereinigten Staaten
- Joseph Trumbull (1737–1778), General im Unabhängigkeitskrieg
- Jonathan Trumbull junior (1740–1809), Politiker
- John Trumbull (1756–1843), Maler
- William Strong (1763–1840), Politiker
- Elkanah Tisdale (1768–1835), Graveur, Miniaturmaler und Karikaturist
- Prince Saunders (1775–1839), afro-amerikanischer Lehrer, Diplomat und Schriftsteller
- Joseph Trumbull (1782–1861), Gouverneur von Connecticut
- William Beaumont (1785–1853), Chirurg, Militärarzt
- Ralph Randolph Gurley (1797–1872), Geistlicher
- William Alfred Buckingham (1804–1875), Politiker
- Nelson Dewey (1813–1889), erster Gouverneur von Wisconsin
- Roswell Smith (1829–1892), Rechtsanwalt und Verleger